# Листопадов
Листопадов — хутор в Усть-Донецком районе Ростовской области.
Входит в состав Нижнекундрюченского сельского поселения.

## География

### Улицы
| - ул. Виноградная, - ул. Лесная, - ул. Мира, - ул. Речная, | - ул. Садовая, - ул. Центральная, - ул. Школьная, - пер. Западный. |

## Население
| 2010 |
| ---- |
| 170  |

## Промышленность
- ОАО «Танаис»: добыча, очистка и бутылирование питьевой артезианской воды (торговые марки «Танаис» и «Листопадовская»)[2]